# متحف السويس القومي
متحف السويس القوميّ  :
يُعد أحد أهم المعالم الثقافية والتاريخية في مصر، حيث يجسد تراث المدينة، ويعرض تطوير قناة السويس عبر العصور المختلفة. جاءت فكرة إنشائه بعد تدمير المتحف القديم خلال حرب 1967، حيث نُقلت مقتنياته إلى المتحف المصري بالتحرير حفاظًا عليها. افتُتح المتحف تجريبيًا عام 2012، وتم افتتاحه رسميًا للجمهور في 29 سبتمبر 2014 شهد المتحف عودة آثار السويس التي كانت محفوظة في المخازن منذ عام 1967، كما أضيفت إليه قطع أثرية  جمعت من مواقع أثرية مختلفة مثل عيون موسى ووادي الجواسيس، مما جعله صرحًا يوثق تاريخ المدينة والملاحة البحرية عبر العصور.
يقع المتحف على خليج السُويس، ويضم حوالي 2500 قطعة أثرية تروي تطور المدينة من عصور ما قبل التاريخ حتى العصر الحديث. يتكون من حيث التصميم من طابقين بينهما قاعة عرض مكشوفة، إلى جانب حديقة متحفية تحتوي على نموذج حديث البناء لإحدى سفن أسطول الملكة حَتشبسوت، معروض داخل حوض مائي صناعي. تضم حديقة المتحف نموذجًا لسفينة من أسطول الملكة حتشبسوت، التي كانت تُستخدم في رحلات التبادل التجاري مع الدول الأخرى، مما يعكس براعة المصريين القدماء في بناء السفن والتجارة. 

## أقسام ومعروضات المتحف
يسلط المتحف الضوء على عدة محاور تاريخية، أبرزها:
- قاعة التحنيط: تحاكي تصميم المقابر المصرية القديمة، وتعرض مشهدًا تفصيليًا لعملية التحنيط، إلى جانب التوابيت الملونة ومومياء لكاهن مصحوبة بتعويذة سحرية.[2]

- قاعة الكفاح الوطني: توثق نضال أبناء السويس ضد الاحتلال البريطاني، وتسرد بطولاتهم خلال معركة 24 أكتوبر 1973.[2]

- قاعة الملاحة والتجارة: تسلط الضوء على تاريخ الملاحة البحرية، وأهمية القنوات المائية مثل قناة نكاو، التي ربطت نهر النيل بالبحر الأحمر.[3]

- قاعات الآثار المختلفة: تشمل قاعات متخصصة لعرض الآثار اليونانية والإسلامية، مما يعكس التنوع الثقافي والتاريخي للمدينة.[3]

- المكتبة وقسم الأنشطة التعليمية: يتيح المتحف فرصًا تعليمية للأطفال والباحثين من خلال برامج تفاعلية ومكتبة متخصصة.[2]

يحتوي المتحف على عدد من القطع الأثرية الفريدة، من أبرزها:
- تمثال الملك سنوسرت الثالث: يعود إلى عصر الدولة الوسطى (الأسرة الثانية عشرة)، ويُعد من القطع الأثرية الرئيسية بالمتحف.[2]

- لوحة الملك الفارسي دارا الأول: واحدة من أربع لوحات تأسيسية أقيمت احتفالًا بحفر قناة تربط النيل بالبحر الأحمر، وُضعت في أربعة مواقع مختلفة على ضفة القناة.[2]

- مجموعة من الوثائق والصور الزيتية: تشمل صورًا تاريخية لكل من الخديوي سعيد، الذي أصدر مرسوم امتياز حفر قناة السويس، والخديوي إسماعيل، الذي شهد افتتاحها رسميًا.[2]